# National League System
Het National League System is het stelsel van de zeven niveaus direct onder de Premier League en de English Football League in het Engelse voetbalsysteem. Het gaat om 91 competities en meer dan 1.600 clubs, en het is onderdeel van The Football Association, de Engelse voetbalbond. Het National League System kent een hiërarchische indeling met promotie- en degradatieregelingen tussen de verschillende niveaus. Dit systeem wordt beschreven op de pagina van het Engelse voetbalsysteem.
In 2004 startte de eerste fase van grote hervormingen. De tweede fase volgde in 2006 en de derde en laatste fase in 2007.

## Organisatie

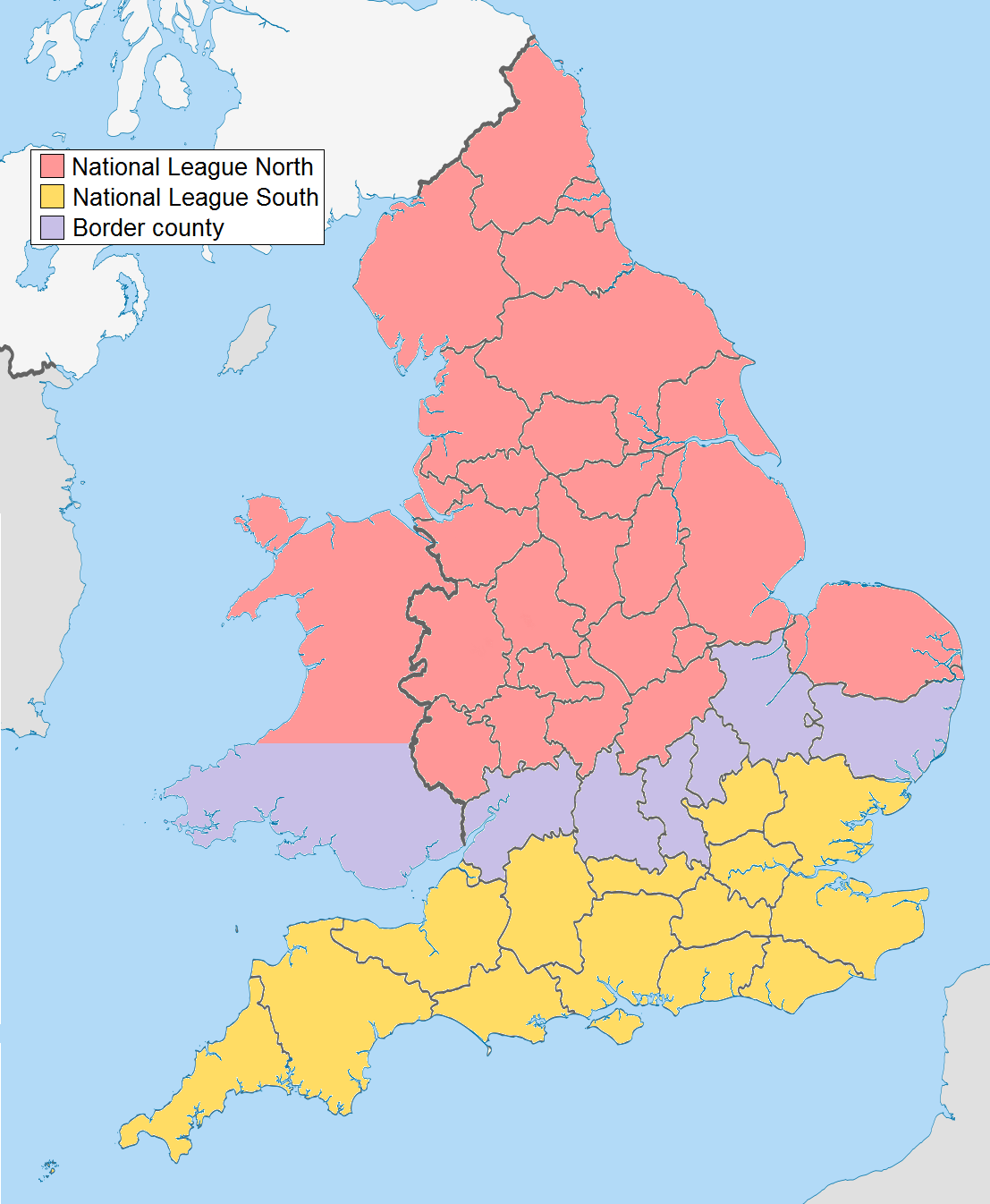
De (grens)gebieden die worden beslagen door de National League North en de National League South, samen niveau twee van het National League System.

De top van het National League System is de National League. De hoogste divisie hiervan, de National League, is de enige landelijke divisie van dit stelsel. De National League in zijn geheel beslaat het vijfde en zesde niveau van de Engelse voetbalpiramide, en is daarmee het eerstvolgende niveau na de Premier League en de drie divisies van de English Football League. Ieder seizoen promoveren twee teams uit de National League naar League Two, de laagste divisie van de Football League.
Onder de National League bevinden zich relatief veel verschillende competities. Hoe lager het niveau, des te specifieker het gebied dat wordt beslagen door een competitie. De structuur in de onderste regionen is niet altijd even duidelijk als in de hogere afdelingen, maar het komt vaak voor dat een competitie meerdere divisies heeft. Met andere woorden, sommige competities beslaan meerdere niveaus.
Alle competities lopen parallel aan elkaar en zijn met elkaar verbonden door middel van een promotie- en degradatieregeling. Goed presterende clubs kunnen daardoor klimmen in de piramide, en slecht presterende clubs kunnen zakken. In theorie is het dus mogelijk voor een lokale amateurclub om de top van het Engelse voetbal te bereiken en kampioen te worden van de Premier League. Hoewel dit uiterst onwaarschijnlijk is, vindt er wel degelijk doorstroming plaats binnen de piramide. Het aantal clubs dat promoveert is ieder jaar anders, aangezien promotie naar een hoger niveau bijna altijd gepaard gaat met hogere facilitaire en financiële eisen. Clubs die van het vijfde naar het vierde niveau willen promoveren, moeten zich eerst aanmelden. Bovendien moeten deze clubs bij de hoogste drie in hun competitie eindigen om in aanmerking te kunnen komen voor promotie. In het seizoen 2005/06 waren er 100 aanmeldingen voor promotie, waarvan uiteindelijk 29 werden geaccepteerd.
De huidige voetbalpiramide bestaat inmiddels zo'n twintig jaar. Door de jaren heen zijn verschillende competities en divisies ontstaan en verdwenen en iedere paar jaar hebben er hervormingen plaatsgevonden. Om te beginnen werd in het seizoen 2004/05 de eerste fase van de laatste grote verandering doorgevoerd met de oprichting van wat nu de National League North en de National League South genoemd wordt. Deze twee divisies vormden een nieuw niveau onder de National League, waardoor alle competities daaronder een niveau omlaag gingen.

## Het systeem
Deze tabel geeft de zeven niveaus van het National League System (NLS) weer. Boven de NLS bevinden zich de Premier League en de English Football League. Deze structuur is het gevolg van de hervormingen in 2018. Update: seizoen 2019/20.

## Hervorming zevende niveau
Met ingang van het seizoen 2012/13 kondigde de FA een hervorming van het zevende niveau van het National League System aan. Dit niveau werd opgesplitst in drie subniveaus, namelijk 7, 7A en 7B. De indeling hiervan hangt af van het percentage clubs dat voldoet aan de opgestelde eisen, en ziet er als volgt uit:
- Subniveau 7: competities waarvan ten minste 100% van alle clubs voldoet aan de facilitaire eisen van het zevende niveau.
- Subniveau 7A: competities waarvan ten minste 75% van alle clubs voldoet aan de facilitaire eisen van het zevende niveau.
- Subniveau 7B: competities waarvan ten minste 60% van alle clubs voldoet aan de facilitaire eisen van het zevende niveau.